# Orsola Cecchini
Orsola Cecchini eller Orsola Posmoni Cecchini, även känd som 'Flaminia Cecchini', död efter 1620, var en italiensk skådespelare. 
Orsola Cecchini var gift med skådespelaren och författaren Pier Maria Cecchini (1563–1645) ('Frittellino') och verksam i hans sällskap 'Accesi'. Hon har ibland förväxlats med sin makes rival Flaminio Scalas dotter, men det anses inte troligt.  Hennes främsta roll var Flaminia, efter vilken hon tog sitt artistnamn. Hon var vida berömd under sin samtid. Hon var också verksam som sångerska. Hon och maken var en framträdande konstnärsduo och omtalas som huvudrivalerna till makarna Giovan Battista Andreini och Virginia Ramponi tiden 1602–1614.
Orsola Cecchini var känd för sina roller som Inamorata (hjältinna) under artistnamnet Flaminia. Vid sekelskiftet 1600 var hon en av Italiens mest berömda skådespelerskor, ofta föremål för kontroverser och stormigt skvaller. Hon var verksam mellan åtminstone 1602 och 1620. Åren mellan 1602 och 1614 utspelade sig uppmärksammade konflikter mellan henne och maken och Giovan Battista Andreini och Virginia Ramponi.
År 1608 utgavs en diktsamling dedikerad till henne;  Raccolta di varie rime in lode della Sig. Orsola Cecchini nella compagnia degli Accesi detta Flaminia. 